# Fatḩābād (ort i Lorestan)
Fatḩābād (persiska: فتح آباد) är en ort i Iran.   Den ligger i provinsen Lorestan, i den västra delen av landet, 400 km sydväst om huvudstaden Teheran. Fatḩābād ligger 1 685 meter över havet och antalet invånare är 501.
Terrängen runt Fatḩābād är kuperad åt sydväst, men åt nordost är den platt.Runt Fatḩābād är det ganska tätbefolkat, med 56 invånare per kvadratkilometer. Närmaste större samhälle är Nūrābād, 10,8 km norr om Fatḩābād. Trakten runt Fatḩābād består till största delen av jordbruksmark.